# ATP Challenger Salou
Der ATP Challenger Salou (offiziell: Salou Challenger) war ein Tennisturnier, das von 1988 bis 1991 jährlich in Salou, Spanien, stattfand. Es gehörte zur ATP Challenger Tour und wurde im Freiluft auf Sand gespielt.

## Liste der Sieger

### Einzel
| Jahr | Sieger            | Finalgegner      | Ergebnis |
| ---- | ----------------- | ---------------- | -------- |
| 1991 | Leonardo Lavalle  | Federico Sánchez | 7:5, 6:4 |
| 1990 | Marcelo Filippini | Jimmy Arias      | 6:3, 6:1 |
| 1989 | Tomás Carbonell   | Nicklas Utgren   | 6:2, 6:4 |
| 1988 | Mark Koevermans   | Sergio Cortés    | 6:0, 6:2 |

### Doppel
| Jahr | Sieger                                 | Finalgegner                   | Ergebnis      |
| ---- | -------------------------------------- | ----------------------------- | ------------- |
| 1991 | Murphy Jensen Francisco Montana        | Wayne Arthurs Carl Limberger  | 5:7, 6:2, 7:5 |
| 1990 | Neil Borwick David Lewis               | Jimmy Arias Steve DeVries     | 6:3, 5:7, 6:3 |
| 1989 | Conny Falk Robbie Weiss                | Per Henricsson Nicklas Utgren | 5:7, 7:6, 6:4 |
| 1988 | Marcelo Hennemann Jean-Marc Piacentile | Scott Patridge Otis Smith     | 6:4, 6:1      |